# Детский санаторий (Тюменская область)
Детский санаторий — посёлок в Ишимском районе Тюменской области России. Входит в состав Клепиковского сельского поселения.

## География
Расположен на берегу озера Большая Старица, в 8 км к северу от центра сельского поселения села Клепиково.

## Население
| 2010 |
| ---- |
| 38   |

Согласно результатам переписи 2002 года, в национальной структуре населения русские составляли 91 % из 102 чел.